# Epic Movie
Epic Movie (titulada Una loca película épica en Hispanoamérica) es una película estadounidense de 2007, creada por dos de los seis guionistas de Scary Movie. Esta sátira, la cual obtuvo 39,7 millones de dólares en EE. UU. (la recaudación mundial asciende a los 86 millones de dólares), parodia películas de distintos géneros, a diferencia de Scary Movie, la cual solo parodiaba películas de terror. Fue nominada a 3 Premios Razzie, peor guion, peor actriz secundaria para Carmen Electra y peor remake o copia.

## Argumento
La historia se centra en cuatro huérfanos bastante crecidos: Lucy (parodia de Lucy Pevensie) ha sido criada por un tutor en el Louvre, al que encuentra muerto con un extraño código escrito con sangre en su pecho y una postura similar a la del Hombre de Vitruvio (tal y como en "El código Da Vinci"). Silas, un albino encapuchado que murmura una extraña lengua, la encuentra allí y la persigue durante el resto de la película. Lucy, en un denodado intento de huir, descifra (aparentemente) el enigma que yace sobre el pecho de su tutor y encuentra uno de los billetes dorados en una tableta de chocolate de Willy Wonka.
El segundo huérfano, Edward (que pretende ser Edmund Pevensie), es un refugiado de México. Super Nacho ("Super Nacho") se enfada con él por no querer comer la comida del orfanato y ordena que sea expulsado (Oliver Twist). Tras una paliza que le propina un obeso niño vestido de Nacho de la película "Nacho Libre" es arrastrado por la mesa (de donde obtiene una de las tabletas de chocolate premiadas) y lanzado por la ventana.
La tercera, Susan (Susan Pevensie) es víctima de un ataque de serpientes dentro de un avión que iba de África a EE. UU. ("Serpientes a bordo"); al que abordó para conocer a sus padres adoptivos (Brad Pitt y Angelina Jolie). Al ser lanzada del mismo, aterriza sobre una chica adinerada que pretende ser imitación de Paris Hilton, cuyo bolso cae y de él asoma una tableta de Willy Wonka premiada, la cual es tomada por la huérfana.
Peter (Peter Pevensie y Ángel), el cuarto huérfano, es un residente de una escuela especial para mutantes (alusión a la película "X-Men" y Superescuela de héroes). Tras ser rechazado por Mystique, tiene un encuentro con Wolverine (novio de Mystique), Cíclope, Tormenta, Rogue y Magneto (director del instituto), los cuales le insultan y se ríen de él por sus patéticos superpoderes (alas de gallina). Cuando es golpeado por la puerta de una taquilla abierta por Magneto, una chocolatina de Willy Wonka con un billete dorado cae sobre él.
El desventurado cuarteto visita una fábrica de chocolate ("Charlie y la fábrica de chocolate"), donde se encuentran con un psicópata Willy Wonka (interpretado por Crispin Glover) que les arrebata, al ritmo de "Fergalicious", órganos y miembros para elaborar sus dulces (parodia de la película Saw). Huyendo de él, Lucy se topa con un armario del cual caen cientos de cosas y una mujer en bikini (en la versión sin censura la mujer sale totalmente desnuda). Luego el armario transportaría a Lucy al increíble mundo de Gnarnia (Narnia). Allí conoce al Sr. Tumnus (Héctor Jiménez), un fauno playboy aparentemente heterosexual, ya que su casa se halla llena de faunas, aunque luego se descubre que es el novio del castor de "Las Crónicas de Narnia". En la casa del fauno hay unos televisores con la película Scarface haciendo el fauno de Tony Montana "Fontana". Cuando Lucy entra a su casa, hacen una parodia de MTV Cribs mostrando su casa y demás. Cuando Edward llega al mundo por el mismo portal, es seducido por la Bruja Blanca ("Perra Blanca", en la versión en inglés) para engañar a Lucy, Susan y Peter, que, al parecer, son sus hermanos y los héroes de una profecía que decía que matarían a la Bruja Blanca, profecía por la cual ésta había matado a sus padres. Se alían con Harry Beaver (Katt Williams), compañero de vida de Tumnus. Mientras esto ocurre, Peter se convierte en Superman, pero en el sueño que recibe un disparo en el ojo y lo que le hace se cae del edificio, solo para descubrir que es una pesadilla. Al principio Edward está decidido a ayudar, pero luego decide no cooperar y es encerrado en una celda donde se encuentra con el capitán Espárragos (Jack Swallows en inglés, parodia a Jack Sparrow de "Piratas del Caribe"), el cual le ayuda a escapar utilizando el cuerpo de Edward, o más bien un muñeco de Edward. Aunque luego, después de cantarle una curiosa canción, le traiciona por unas monedas y le entrega a la Bruja. Tras esto, el extravagante pirata es aparentemente asesinado por la Bruja.
Mientras tanto, Peter, Susan y Lucy (Peter y Susan han llegado también al extraño mundo) se encuentran con un castor parlante, pareja del Sr. Tumnus, el cual les lleva ante Aslo (Aslan, interpretado por Fred Willard), rey legítimo de Gnarnia. Este les pide un favor sexual a cambio de su ayuda y el trío acepta. Tras el encuentro, son llevados a una escuela de magia (la Hogwarts de "Harry Potter") donde se encuentran con tres decrépitos treintañeros toxicómanos que se creen adolescentes: Harry Petas (Harry Potter), Ron Weasley y Hermione Granger (la cual está embarazada de Shrek, algo que solo se descubre en los títulos de crédito). Al ritmo de la banda sonora de Rocky: The Eye of the Tiger, los tres "estudiantes" instruyen en el manejo de las armas al trío de huérfanos: Hermione enseña a Lucy el manejo de la varita mágica, Ron muestra a Susan el funcionamiento del arco y flecha y Harry instruye a Peter en el manejo de la espada en un enfrentamiento en el que resultan heridos de muerte Hagrid, la profesora McGonagall y Dumbledore. Después de entrenarse, los tres hermanos y Aslo marchan al Castillo Blanco de la Bruja, donde Aslo (o mejor dicho, su doble japonés) lucha contra Silas y lo vence, y libera a Edward.
Al volver al campamento de Aslo, se enteran de la muerte de este y deciden marchar a batalla, no sin antes celebrar una fiesta. Al día siguiente, los cuatro hermanos pelean solos (su ejército no acude debido a los estragos de la fiesta anterior) contra los millones de siervos de la Bruja Blanca. Peter, el cual se arranca sus alas de gallina, al ver a sus tres hermanos muertos y a la Bruja ante él a punto de matarle, busca desesperadamente algo con que protegerse y encuentra un mando ("Click") que pulsa en el momento justo, dejando en "stop" a todo el ejército de la Bruja y a ella misma. Tras curar a sus hermanos con el "clásico" botón de todo mando "Curar heridas", vencen a todo el ejército de la Bruja (la cual es aplastada por Jack Espárragos, que vuelve a aparecer andando sobre una rueda, tal y como en "Pirates of the Caribbean: Dead Man's Chest") y son proclamados reyes de Gnarnia. Los años pasan y, siendo ya ancianos, los cuatro reyes encuentran el pasaje del armario. Al atravesarlo, se encuentran de nuevo en la fábrica, jóvenes. Un grimoso personaje ("Borat") les felicita por estar vivos e, inmediatamente, mueren en un extraño accidente (vuelve Jack montado sobre la rueda gigante y les aplasta).

## Reparto
- Jayma Mays como Lucy.
- Kal Penn como Edward.
- Adam Campbell como Peter.
- Faune A. Chambers como Susan.
- Jennifer Coolidge como La Bruja Blanca.
- Héctor Jiménez es Sr. Tumnus.
- Crispin Glover es Willy Wonka.
- Katt Williams es Harry Beaver.
- Fred Willard es Aslo.
- Kevin Hart es Silas.
- Tony Cox es Bink.

## Parodias
- The Chronicles of Narnia: The Lion, the Witch and the Wardrobe: La trama principal de la película.
- Serpientes en el avión. Cuando Susan está en el avión y aparece Samuel L. Jackson.
- American Pie: Cuando conocen a White Bitch uno de ellos dice "miren es la mamá de Stifler".
- Batman: Hay un letrero anunciando tres lugares, uno de ellos es Gotham City.
- Harry Potter: Cuando van a entrenar a la escuela de magia con Harry, Ron y Hermione.
- Pirates of the Caribbean: Dead Man's Chest: Cuando aparece Jack Sparrow y Davy Jones.
- El código Da Vinci: Cuando se presenta a Lucy.
- Nacho Libre: Cuando se presenta a Edward.
- X-Men: The Last Stand: Cuando se presenta a Peter.
- Charlie y la fábrica de chocolate: Cuando van a la fábrica.
- Click: Al final de la guerra, el control remoto que usa Peter.
- Star Wars: Ven a Chewbacca en la recepción, a varios Stormtroopers en la guerra y el castor dice "Que la fuerza os acompañe".
- Superman Returns. La bala al ojo de Peter y el cristal de la Arpía.
- Michael Jackson: al final cuando cantan una canción aparece Michael Jackson al estilo de V de Vendetta.
- MTV Cribs: Cuando el fauno enseña la casa a Lucy.
- Punk'd: Cuando la reina engaña a Edward.
- Scarface: Cuando el Sr. Thumbus presenta su casa, muestra pantallas de alta definición las cuales están en una televisión, en la taza del baño, debajo del sofá y en las cabezas de las faunas, en las cuales se reproduce la parodia de dicha película, pero el protagonista es "Tony Fontana".
- Borat: En la recepción y al final.
- Flavor Flav: Baila junto a Jack Swalows.
- Casino Royale: Cuando llegan al campamento, un hombre en traje les apunta con una pistola con silenciador y luego se arrodilla.
- The Fast and the Furious: Tokyo Drift: Cuando la reina ve por primera vez a Edward, la placa del trineo dice "Drift".
- Misión imposible 3: Por el mensaje en la cámara fotográfica y el tema de fondo.
- Harold & Kumar: Cuando el duende de la Bruja golpea a Edmund diciéndole "Toma, Kumar".
- Back to the Future: Cuando a Peter le aparecen las alas de gallina al encontrarse en situaciones que le generan miedo.
- James Bond: Cuando los protagonistas van a conocer a Aslo y en el final de la película aparece una parodia de James Bond